# Veine angulaire
La veine angulaire est une petite veine entre l’œil et la racine du nez. Formée par la jonction de la veine frontale, qui descend au milieu du front, et de la veine supra-orbitaire, elle descend obliquement dans la paroi latérale de la cavité nasale pour se terminer plus bas en devenant la veine faciale antérieure.
Elle reçoit les veines de l'aile du nez et communique avec la veine ophtalmique supérieure par la veine naso-frontale, établissant ainsi une anastomose importante entre la veine faciale antérieure et le sinus caverneux.

## Galerie

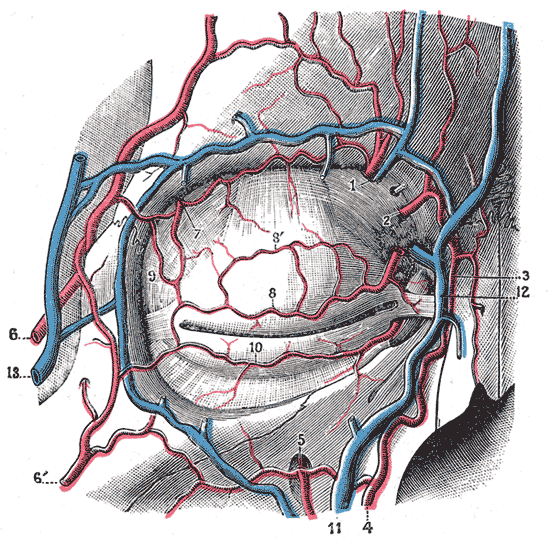
Les vaisseaux sanguins des paupières, vue frontale.
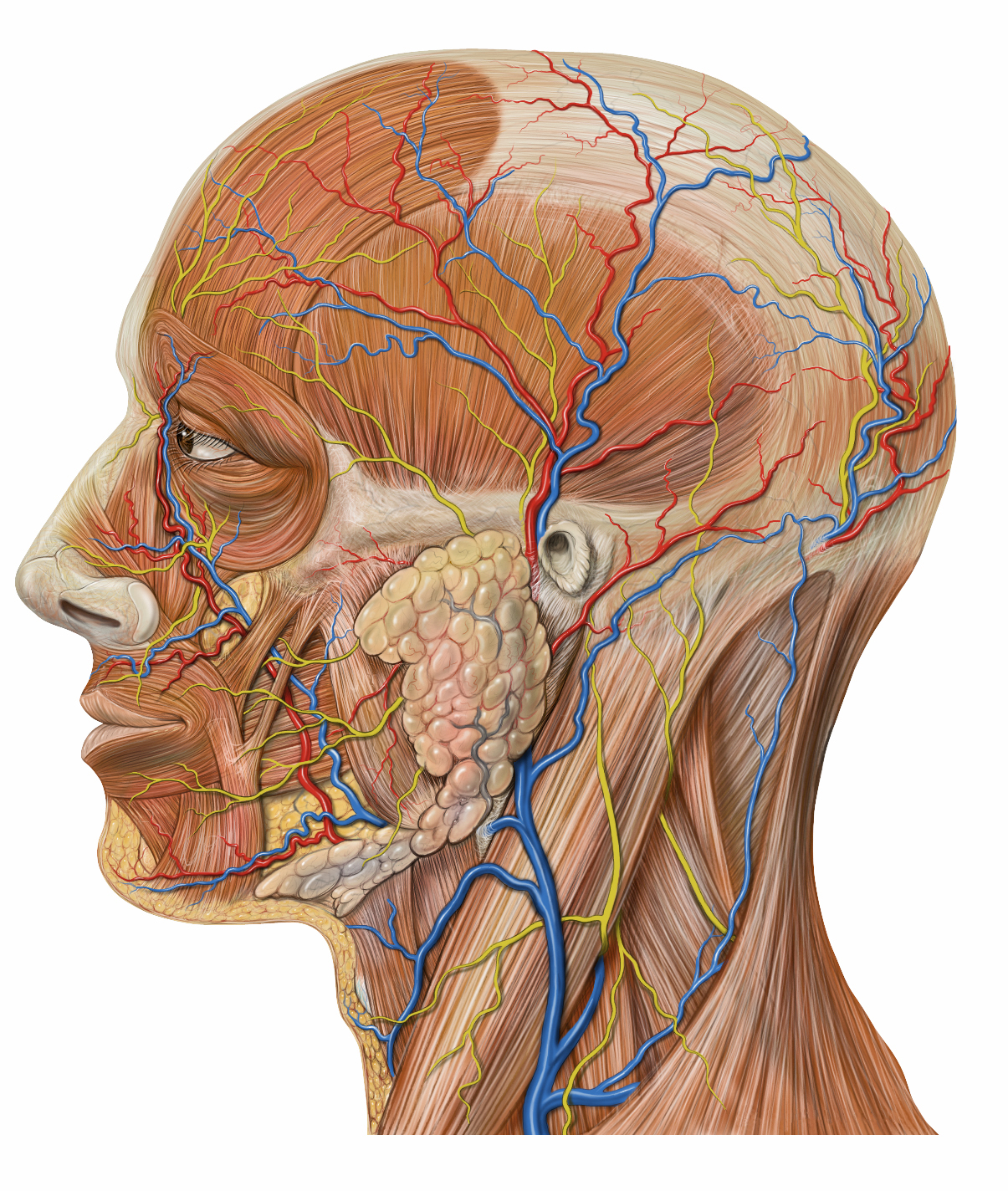
Anatomie de la tête, vue latérale.
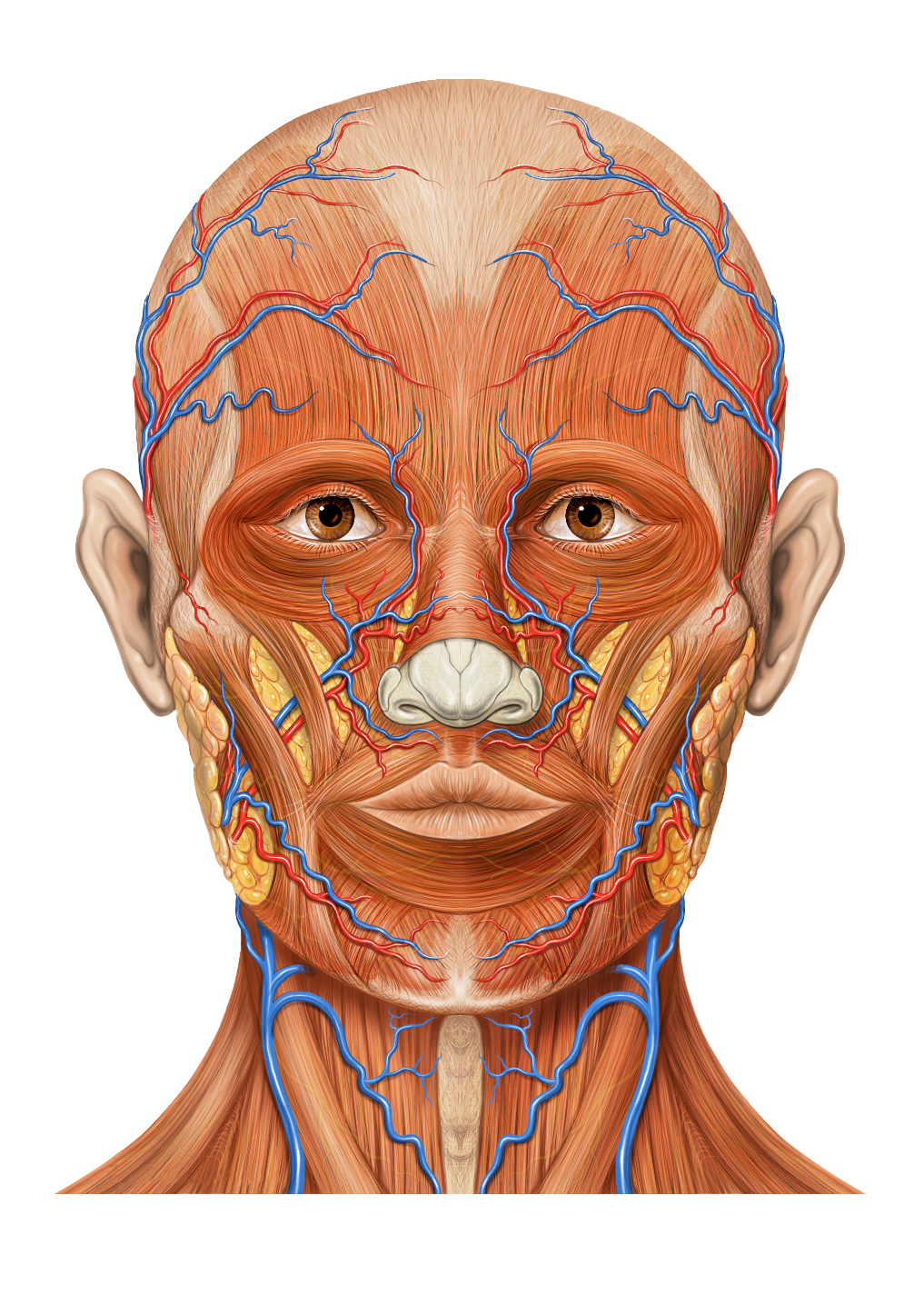
Anatomie de la tête, vue antérieure.